# 伊東伸
伊東 伸（いとう しん、1964年11月26日 - ）は、東京都大田区出身の実業家。
株式会社ロキグループ代表取締役会長兼社長兼最高経営責任者。

## 人物、経歴
米国留学後、外資系企業勤務を経て、1993年に株式会社ロキテクノに入社。
営業部門を中心に経験を積む。営業二部部長、営業担当執行役員、常務取締役を経て、2007年に代表取締役社長、2017年より、ロキテクノ、ロキテクノマーケティング、ロキグループインターナショナルなどの６社を束ねる現職に就任。
- 株式会社ロキテクノ代表取締役会長兼社長兼最高経営責任者。
- 株式会社ロキテクノマーケティング代表取締役会長兼最高経営責任者。
- ロキグループインターナショナル取締役会長兼最高経営責任者。
- ロキ S&S・韓国監査役[1]。

- 社会人硬式野球チーム、ロキテクノ富山（富山県）オーナー[2]。
- プロ野球独立リーグ、富山GRNサンダーバーズを運営する株式会社富山サンダーバーズベースボールクラブ取締役(2010年3月 ～ 2011年12月)。
- Ｊリーグ、サガン鳥栖を運営する株式会社サガン・ドリームス専務取締役(2011年5月 ～ 2015年4月)。
- Ruihua Water Treatment Engineering Co. Pte Lｔd（中国・蘇州市）取締役(2014年 ～ 2017年)。

## ロキグループ　会社概要
ロキグループの中核企業である（株）ロキテクノは、1978年に産業用精密ろ過フィルターのメーカーとして誕生。　1981年、当時の技術では難題とされていた磁気塗料用フィルターカートリッジの開発に成功し、日本国内の磁気テープメーカーの大半に採用されたことを皮切りに海外でもシェアを広めたことが、ロキグループ発展のきっかけとなった。その後もエレクトロニクス、食品・飲料、製薬など幅広い産業界の要望に応えた製品を提供し続けることで顧客から厚い信頼を獲得し、事業を拡大。2013年、（株）ロキグループを親会社とするホールディング体制へ移行し、国内に5カ所（東京、富山、名古屋、神戸、福岡）、海外に４カ所（マレーシア、シンガポール、アメリカ、韓国）の拠点を持ち、グローバルに成長を続けている。　2020年には世の中のマスク不足の解消の一助として不織布マスクの生産・販売も開始し、固有技術を武器に、「ものづくり」と「ゆたかなくらし」に貢献し続けている。

### 事業内容

#### フィルトレーション事業
各分野の製造工程で使用されるフィルター製品、ハウジング製品の開発・製造・販売
- エレクトロニクス分野（セラミックコンデンサ、フラットパネルディスプレイ、二次電池など）
- ファインケミカル分野（エレクトロニクス用高純度化学薬品、感光性材料、機能性インクなど）
- ケミカル分野（無機／有機ケミカル、樹脂原料など）
- 一般産業分野（化粧品、洗剤、メガネレンズなどの家庭用製品、塗料・インキなど）
- 食品・飲料分野（アルコール飲料、調味料、清涼飲料・その他食品など）

#### システムソリューション事業
各分野の製造工程で使用されるオゾン装置、水処理システムの開発・製造・販売
- エレクトロニクス分野（液晶パネルの洗浄、記録メディア金属酸化膜形成、ウェハーの洗浄）
- 一般産業分野（フィルム表面改質、繊維の漂白）
- 食品・飲料・製薬分野（製造用水の殺菌、チャンバー内殺菌、充填容器の洗浄・殺菌、食材の殺菌）
- 水処理・環境分野（純水装置・超純水装置など造水プロセス、汚泥減容、冷却水の殺菌、VOC除去、雨水再利用、NOX除去、工業排水の脱臭・脱色）

## 出版、出演履歴
- 2018年3月　書籍『志をひとつに　100年企業となるために』を発表。
- 2018年8月　北日本放送「モノヅクリのその先へ」[4]、「夢は日本一～ロキテクノベースボールクラブの挑戦～」出演[5]。
- 2018年9月　BS放送「賢者の選択ー人生を変える、エグゼクティブインタビューー」出演[6]。
- 2020年10月　書籍『笑うリーダー　リーダーシップが身につく24のヒント』をダイヤモンド社より出版。[7]。
- 2024年4月　ロキグループ全社のオリジナル応援歌「always smile ～心をひとつに～」を配信開始[8]。
- 2025年6月　ロキグループ全社のオリジナル応援歌第2弾「超えてゆけ」を配信開始[9]。